# Peno
Peno (in russo Пено?) è un insediamento di tipo urbano della Russia europea nell'oblast' di Tver'; è il centro amministrativo del rajon Penovskij.
Si trova sul Volga (e sul suo affluente Žukopa), 242 km a ovest di Tver'.